# کمیسیون امور دولتی کره شمالی
کمیسیون امور دولتی جمهوری دموکراتیک خلق کره (به هانگول: 조선민주주의인민공화국 국무위원회) در قانون اساسی ملی به‌عنوان بدنه رهبری‌کننده عالی سیاست‌محور قدرت دولتی تعریف شده‌است. رئیس کمیسیون امور دولتی، بر اساس قانون اساسی سوسیالیستی کره، رئیس کشور و ملت کره می‌باشد.

## پیشینه
کمیسیون دفاع ملی در سال ۱۹۷۲ بر اساس قانون اساسی همان سال ساماندهی شد، در اصل مأموریت این کمیسیون نظارت بر امور دفاع ملی در داخل کره شمالی بود.
در چهارمین اجلاس عمومی مجمع عالی خلق در ژوئن ۲۰۱۶، کمیسیون دفاع ملی به‌طور رسمی با کمیسیون امور دولتی جایگزین شد و تمرکز گسترده‌ای بر سایر دغدغه‌های ملی به غیر از دفاع و امنیت داشت.

## قدرت و مسئولیت
ماده ۱۰۶ قانون اساسی کره شمالی، کمیسیون امور دولتی را به‌عنوان ارگان عالی دولتی هدایت‌کننده سیاست حاکمیت دولت تعریف می‌کند.
ماده ۱۰۹ قانون اساسی تصریح می‌کند که صلاحیت‌های کمیسیون امور دولتی بر قرار زیر است:
- کنکاش و اتخاذ تصمیم در مورد سیاست‌های اصلی دولت از جمله سیاست‌های دفاعی و امنیتی.
- اعمال نظارت بر اجرای دستورهای رئیس کمیسیون امور دولتی جمهوری دموکراتیک خلق کره، تصمیمات و دستورهای کمیسیون و اتخاذ تدابیر برای اجرای آن.
- لغو تصمیمات و دستورالعمل‌های ارگان‌های دولتی که مغایر با دستورهای رئیس کمیسیون امور دولتی جمهوری دموکراتیک خلق کره، تصمیمات و دستورالعمل‌های کمیسیون در جلسات آن است.

کمیسیون امور دولتی بر اداره ستاد کل ارتش خلق کره، پلیتبوروی عمومی ارتش خلق کره و عملاْ بر کابینه کره شمالی نظارت دارد. همچنین مستقیماً بر سه وزارتخانه‌ای که زیر نظر کابینه نیستند، از جمله وزارت دفاع، وزارت امنیت دولتی و وزارت امنیت خلق اعمال کنترل و نظارت می‌کند. فرماندهی گارد عالی که مسئولیت حفاظت از رهبر عالی کره و مقامات دولتی را بر عهده دارد نیز تحت فرمان این کمیسیون است. نهاد کمیسیون تربیت بدنی دولتی و ارشاد ورزشی نیز تحت نظر کمیسیون امور دولتی است و رئیس آن توسط این کمیسیون منصوب می‌شود.